# Трушкино (Владимирская область)
Трушкино — деревня в Гусь-Хрустальном районе Владимирской области России, входит в состав Уляхинского сельского поселения.

## География
Деревня расположена в 4 км на юго-запад от центра поселения деревни Уляхино и в 44 км на юг от Гусь-Хрустального.

## История
В XIX — начале XX века деревня входила в состав Парахинской волости Касимовского уезда Рязанской губернии, с 1926 года — в составе Гусевского уезда Владимирской губернии. В 1926 году в деревне числилось 24 двора.
С 1929 года деревня входила в состав Уляхинского сельсовета Гусь-Хрустального района, с 1935 года — в составе Курловского района, с 1963 года — в составе Гусь-Хрустального района, с 2005 года — в составе Уляхинского сельского поселения.

## Население
| 1905 | 1926 | 2002 | 2010 | 2021 |
| ---- | ---- | ---- | ---- | ---- |
| 43   | ↗147 | ↘0   | →0   | →0   |